# Sci alpino al XII Festival olimpico invernale della gioventù europea
Le gare di sci alpino al XII Festival olimpico invernale della gioventù europea si sono svolte dal 26 al 30 gennaio 2015 sulla pista di Malbun in Liechtenstein, eccetto per l'evento a squadre svolto sulla pista di Sankt Gallenkirch, in Austria. Il programma prevedeva cinque gare: due maschili, due femminili e una a squadre mista.

## Podi

### Ragazzi
| Evento                     | Oro            | Tempo   | Argento      | Tempo   | Bronzo          | Tempo   |
| Slalom gigante (dettagli)  | Pascal Fritz   | 1'42"79 | Albert Popov | 1'43"07 | Armand Marchant | 1'43"21 |
| Slalom speciale (dettagli) | Raphael Haaser | 1'28"05 | Albert Popov | 1'29"51 | Adrian Meisen   | 1'29"75 |

### Ragazze
| Evento                     | Oro           | Tempo   | Argento             | Tempo   | Bronzo                | Tempo   |
| Slalom gigante (dettagli)  | Romane Geraci | 1'49"20 | Laura Pirovano      | 1'49"53 | Katharina Liensberger | 1'49"98 |
| Slalom speciale (dettagli) | Leona Popović | 1'33"67 | Katharina Gallhuber | 1'34"20 | Aline Danioth         | 1'34"45 |

### Misti
| Evento                         | Oro | Punteggio | Argento | Punteggio | Bronzo                                                                                         | Punteggio                                                                                      |
| Parallelo a squadre (dettagli) | Austria Franziska Adelheid Gritsch Katharina Liensberger Julia Scheib Pascal Fritz Fabio Gstrein Raphael Haaser | Austria Franziska Adelheid Gritsch Katharina Liensberger Julia Scheib Pascal Fritz Fabio Gstrein Raphael Haaser | Norvegia Marte Edseth Berg Vilde Brakestad Kajsa Vickhoff Lie Odin Vassbotn Breivik Joachim Jagge Lindstøl Olav Engelhardt Sandergberg | Norvegia Marte Edseth Berg Vilde Brakestad Kajsa Vickhoff Lie Odin Vassbotn Breivik Joachim Jagge Lindstøl Olav Engelhardt Sandergberg | Germania Martina Ostler Julia Pronnet Lucia Rispler Ferdinand Dorsch Joel Kohler Adrian Meisen | Germania Martina Ostler Julia Pronnet Lucia Rispler Ferdinand Dorsch Joel Kohler Adrian Meisen |

## Medagliere
| Pos.   | Paese    | Oro | Argento | Bronzo | Totale |
| ------ | -------- | --- | ------- | ------ | ------ |
| 1      | Austria  | 3   | 1       | 1      | 5      |
| 2      | Croazia  | 1   | 0       | 0      | 1      |
| 2      | Francia  | 1   | 0       | 0      | 1      |
| 4      | Bulgaria | 0   | 2       | 0      | 2      |
| 5      | Italia   | 0   | 1       | 0      | 1      |
| 5      | Norvegia | 0   | 1       | 0      | 1      |
| 7      | Germania | 0   | 0       | 2      | 2      |
| 8      | Belgio   | 0   | 0       | 1      | 1      |
| 8      | Svizzera | 0   | 0       | 1      | 1      |
| Totale | Totale   | 5   | 5       | 5      | 15     |